# SN 2011dt
SN 2011dt – supernowa typu II odkryta 8 czerwca 2011 roku w galaktyce UGC 9233. W momencie odkrycia miała maksymalną jasność 18,60m.